# Kaluli
Les Kaluli forment un groupe autochtone des forêts tropicales du Grand plateau de Papouasie-Nouvelle-Guinée. Au nombre d'environ 2 000 personnes en 1987, leur langue ergative est la plus connue du groupe bosavi grâce à la documentation des ethnographes et des missionnaires. Leur nombre s'est effondré dans les années 1940 à cause d'épidémies consécutives au contact avec les populations extérieures. La forte mortalité infantile et des vagues périodiques de grippe ont empêché le rattrapage démographique. Ce peuple a été étudié par l'anthropologue Steven Feld.